# Vita indegna di essere vissuta

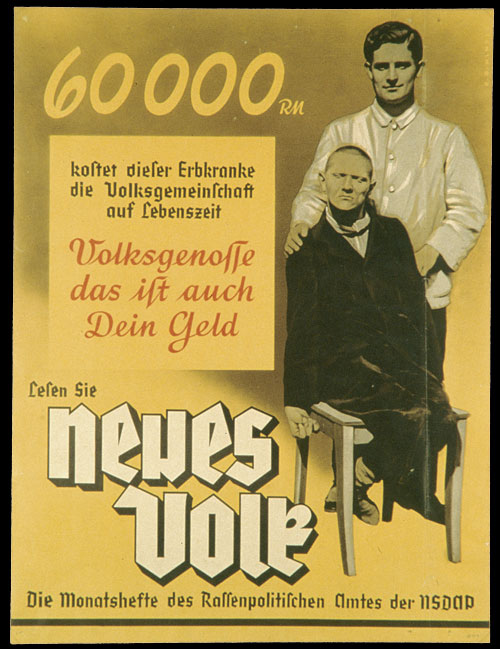
Questo manifesto del 1938 recita: «60.000 Reichsmark è ciò che questa persona con malattie ereditarie costa alla comunità durante la sua vita. Tedesco, questo è anche il tuo denaro. Leggi Neues Volk, il mensile dell'ufficio per la politica razziale del NSDAP».

Con la frase "vita indegna di essere vissuta" oppure "vita indegna di vita" (in tedesco Lebensunwertes Leben) s'intende la denominazione, interna al glossario della Germania nazista, con cui venivano indicati certi segmenti di popolazione a cui, secondo il regime del tempo, non doveva essere concesso il diritto alla vita e che andavano dunque eliminati per eutanasia; fra costoro erano incluse le persone affette da gravi problemi di salute fisica o mentale e quelle ritenute gravemente inferiori sulla base della rigida politica razziale nella Germania nazista.
Il concetto è stato una componente fondante dell'ideologia del nazionalsocialismo e la sua applicazione sistematica ha portato col tempo al genocidio di varie minoranze nella stessa popolazione tedesca e alla Shoah.
Il programma di eutanasia nazista era conosciuto come Aktion T4: adottato ufficialmente a partire dal 1939 attraverso una decisione personale di Adolf Hitler, il programma è cresciuto in estensione e portata oltre il 1941, quando era stato ufficialmente chiuso, fino al 1942, quando varie proteste pubbliche lo hanno fattivamente di molto rallentato; nonostante questo, negli anni successivi il programma è stato gradualmente integrato nel sistema dei campi di concentramento continuando fino al 1945 e diventando di fatto parte integrante dell'Olocausto.

## Storia
L'espressione si usa per prima nel titolo di un libro datato 1920, Die Freigabe der Vernichtung Lebensunwerten Lebens («Liberalizzazione dell'annientamento delle vite indegne di essere vissute») del giurista Karl Binding, professore in pensione dell'Università di Lipsia, e dello psichiatra Alfred Hoche dell'Università di Friburgo, entrambi eminenti studiosi e scienziati.
Secondo Hoche, alcune persone pur ancora biologicamente viventi ma che hanno subito gravi danni cerebrali, ritardo mentale, autismo (anche se non ancora riconosciuto come tale, all'epoca) e psichiatricamente malati erano da considerarsi come "mentalmente morti", "zavorra umana" e "gusci vuoti di esseri umani". Hoche prevedeva che l'eliminazione di queste persone sarebbe stata utile alla società sana.
In seguito l'idea di assassinio di massa è stato esteso anche a tutte quelle persone considerate di razza inferiore o comunque impure rispetto al concetto di suprema purezza costituita dalla razza ariana, secondo il pensiero nazista.

## Categorizzazione nazista
L'applicazione pratica del concetto è culminata nell'istituzione del campo di sterminio, realizzato e operante per uccidere sistematicamente tutti coloro che erano indegni di vivere secondo l'opinione degli ideologi nazisti. È anche giustificato nei vari programmi di eugenetica nazista e sperimentazione umana, così come nella politica razziale.

## Sviluppo del concetto
Secondo l'autore di Medical Killing and the Psychology of Genocide, lo psichiatra Robert Jay Lifton, la politica riguardante la "vita indegna di essere vissuta" ha attraversato un certo numero di iterazioni e modifiche nel corso del tempo. Lifton ha identificato cinque fasi successive con cui i nazisti hanno portato avanti questo loro principio:
1. sterilizzazione forzata, anche nei confronti degli omosessuali;
2. uccisione dei bambini "deteriorati" ("inutili" e/o abbandonati) negli ospedali;
3. uccisione degli adulti "deteriorati/degenerati", in gran parte raccolti dagli ospedali psichiatrici, utilizzando il monossido di carbonio;
4. uccisione dei detenuti dei campi di concentramento;
5. uccisioni di massa nei campi di sterminio appositamente predisposti.

## Nella cultura di massa
Nel cortometraggio Perdonaci i nostri peccati, prodotto da Netflix, si parla in termini di «vite disabili»:

Questa storia di vite disabili è stata dimenticata.

Molte delle vittime erano bambini.»
(Nota finale del film)